# Coke Escovedo
 (décembre 2019).
Joseph Thomas Escovedo dit Coke, né le 30 avril 1941 à Los Angeles et mort le 13 juillet 1986, est un percussionniste américain. Il a formé le groupe Azteza avec son frère Pete en 1972, il a aussi joué avec le groupe Santana.

## Biographie
Thomas grandit à East Bay, dans la région de San Francisco, il développe un intérêt pour le jazz et la musique latine surtout grâce à son père qui était lui-même chanteur pour un orchestre de jazz big band. Le frère aîné de Thomas, Pete, lui donne sa chance en le recrutant comme percussionniste pour le groupe avec lequel il joue, avec le pianiste leader Carlos Federico. Cette formation évolue pour devenir The Escovedo Brothers Band, avec Pete Escovedo à la basse, le saxophoniste Mel Martin et le tromboniste Al Bent parmi ses membres réguliers.

## Santana
Il se fait connaître et gagne en notoriété dans la région de la baie de San Francisco surtout sur la scène du jazz latino, puis il a la chance de participer à son premier enregistrement pour un album du vibraphoniste Cal Tjader, on peut ainsi découvrir son talent sur l'album Agua Dulce de 1971. Ses deux frères Phil et Pete ont aussi joués sur cet album, ainsi que sur le prochain Tjader sortit aussi en 1971. Puis vers la fin de l'année, il se retrouve à remplacer le percussionniste José Chepito Areas qui dut s'absenter pour des raisons médicales, au sein du groupe Santana. Il apparaît à titre de musicien invité sur l'album Santana III, pour lequel il écrit avec le percussionniste Michael Carabello la chanson No one to depend on, qui se retrouve en 36e position sur le chart du Billboard Hot 100. Alors qu'il joue avec Santana, Coke participe à plusieurs concerts, comme lors de la fermeture du Fillmore West, il apparaît dans certains enregistrements et films documentaires de l'événement. Le batteur Michael Shrieve a cité Coke Escovedo pour lui avoir montré à incorporer des percussions latines à son équipement. Coke Escovedo figure aussi sur quelques compilations de Santana, telles que noté dans la discographie en bas de page.

## Azteca
Alors que le guitariste Carlos Santana effectue la transition entre le groupe original et le nouveau Santana, Coke joue sur l'album Carlos Santana and Buddy Miles! Live! qui est paru en juin 1972. À la suite de son expérience acquise avec le groupe Santana, Coke ressent le besoin d'aller plus loin et de former un groupe avec lequel il pourrait jouer n'importe quoi. Après avoir signé un contrat de disques avec la Maison Columbia, il forme ainsi Azteca en 1972 avec son frère Pete, le batteur Lenny White et d'autres musiciens et publie un premier album éponyme en 1972. L'album se retrouve en 38e position sur les charts R & B en 1973, un second album Pyramid of the moon voit le jour à l'automne 1973 mais même si les deux albums ont remporté un certain succès, il finit par quitter au cours de l'année 1974.

## Solo
En 1975, il commence une carrière solo avec un premier album tout simplement intitulé Coke, avec entre autres la chanteuse et percussionniste Linda Tillery, anciennement du groupe The Loading Zone et qui a aussi fait les chœurs sur l'album Santana III ainsi que le claviériste compositeur Herman Eberitzsch. En 1976 parait le deuxième album solo, Comin' at ya! avec le guitariste Gabor Szabo sur une chanson, ce dernier a par ailleurs composé la pièce Gypsy Queen devenue célèbre après que Santana l'ait repris sur l'album Abraxas en 1970. Puis en 1977 parait le troisième album solo d'Escovedo, Disco fantasy sur lequel on retrouve la chanteuse Linda Tillery ainsi que le chanteur d'Azteca Errol Knowles, mais ce dernier effort s'avère décevant et mal reçu tant par la critique que par les fans et sera le dernier à contenir du matériel original du musicien.
Tout en continuant de jouer dans la région de San Francisco, Coke tante tant bien que mal de conclure un nouveau contrat de disques sans succès, il participe à quelques tournées avec entre autres Santana, Herbie Hancock ainsi que sa nièce Sheila E., avant de déménager à Los Angeles durant les premiers mois de l'année 1980. Il meurt à l'âge de 45 ans le 13 juillet 1986.

## Famille
Issus d'une famille de musiciens, son frère Pete Escovedo est aussi le père de Sheila Escovedo, réputée pour avoir joué avec Prince et Ringo Starr au sein du All-Star Band. Alejandro Escovedo, dirigea le groupe The True Believers, dans lequel jouait un autre de ses frères, Javier Escovedo (membre également de The Zeros). Son plus jeune frère Mario Escovedo est membre du groupe The Dragons.

## Discographie
Solo
- 1975 : Coke - Reprend No one to depend on de Santana, composée par Coke Escovedo et Michael Carabello.
- 1976 : Comin' at ya! - Gabor Szabo à la guitare sur une chanson.
- 1977 : Disco fantasy

## Avec Azteca
Azteca
- 1972 : Azteca
- 1973 : Pyramid of the moon
- 2008 : From the ruins

## Collaborations
Cal Tjader
- 1971 : Agua Dulce - Coke a joué les timbales, chanté sur tout l'album en plus des arrangements pour 2 chansons.
- 1971 : Tjader

Santana
- 1971 : Santana
- 1974 : Santana's Greatest Hits
- 1988 : Viva Santana!

Carlos Santana & Buddy Miles
- 1972 : Carlos Santana & Buddy Miles – Live!

Artistes Variés
- 1972 : Fillmore - The last days - Coffret 3 CD. Le groupe Santana joue Incident At Neshabur & In A Silent Way.
- 1972 : Fillmore Film de Richard T. Heffron.
- 1973 : The guitar the destroyed the world - Contient un extrait de l'album Carlos Santana & Buddy Miles Live!, Marbles et un inédit de Santana enregistré à l'époque de l'album Santana III, Waves Within. On retrouve aussi sur cet album Johnny Winter And, The Mahavishnu Orchestra, West Bruce & Laing, The Blue Öyster Cult, Mountain, Edgar Winter's White Trash et Spirit.

Cold Blood
- 1972 First taste of sin

Herbie Hancock
- 1979 : Feets don't fail me now - - Coke joue sur Ready Or Not avec sa nièce Sheila E.